# Selwyn Lissack
Selwyn Lissack (* 27. Juli 1942 in Johannesburg) ist ein in den USA lebender Medienkünstler, Unternehmer und Jazzmusiker, der vor allem als Pionier der Holographie hervorgetreten ist.

## Leben und Wirken
Lissack spielte, seit er 15 Jahre alt war, zunächst als Schlagzeuger. Seit 1961 studierte er an der Capetown Tech, von 1964 bis auch Musik und Kunst an der Universität Kapstadt. Daneben ging er auf Tourneen mit Kathy Kirby, Mark Murphy und spielte 1964 in der Band von Ronnie Beer. 1966 migrierte er nach London, wo er die Entwicklungsabteilung von Design Development leitete; daneben erkundete er den Free Jazz. 1969 spielte er ein Album unter eigenem Namen ein; im selben Jahr war er an Ric Colbecks Album The Sun is Coming Up beteiligt. Nach dem Tod Colbecks zog er nach New York, wo während eines Konzerts von ihm mit David Izenzon und Alan Silva ein Laser eingesetzt wurde und er dessen Potenziale erkannte. 1970 war er Mitbegründer der Holographic Desigh Development, die als erstes Unternehmen holographische Produkte entwickelte und vermarktete. Dabei kam es auch zur Zusammenarbeit mit McDonnell Douglas, zur Entwicklung des ersten holographischen Druckers und 1973 mit Joseph R. Burns und Cecile Ruchin zur Gründung der New York School of Holography.
Insbesondere widmete er sich dabei dem Einsatz der Lasertechnologie in der bildenden Kunst. Gemeinsam mit Dennis Gabor unterstützte er zwischen 1971 und 1975 Salvador Dalí bei seiner Anfertigung von sieben künstlerischen Hologrammen. Sein eigenes Hologramm Transcendental Reflection wurde bereits 1973 im Hudson River Museum ausgestellt. Ein dreidimensionales Porträt von Sam Rivers befindet sich im Holographic Museum des MIT. Sein dreidimensionales Exponat Inner Space wird im Musion Theater in San Diego gezeigt. Später hat er sich mit der Gicléetechnik beschäftigt und dreidimensional wirkende Drucke gefertigt, die fremdartige Landschaften darstellen. 
Zwischen 1975 und 1978 fungierte er als stellvertretender Leiter von Holovision International in La Palma (Kalifornien), die ihm auch gehörte. 1979 gründete er in Tucson das Unternehmen Laserworks, das sich besonders der Entwicklung von Laser-Scanern in unterschiedlichen Einsatzbereichen widmet.
Nachdem beide Alben, an denen Lissack um 1970 mitwirkte, von Thurston Moore in dessen Top Ten from the Free Jazz Underground eingeordnet wurden, kam er 2006 wieder für Konzerte auf die Bühne. Gemeinsam mit seiner Gattin, Linda Lissack, verfasste er das Buch Dali in Holographic Space.

## Diskographische Hinweise
- Selwyn Lissack Friendship Next of Kin (Goody-DMG, 1969, mit Mongezi Feza, Mike Osborne, Kenneth Terroade, Harry Miller, Earl Freeman, Louis Moholo)
- Ric Colbeck The Sun is Coming Up (Fontana, 1969, mit Mike Osborne, Jean-François Jenny-Clark)

## Publikationen
- Linda & Selwyn Lissack Dali in Holographic Space 2012; ISBN 978-1467966443